# David Herold (Fußballspieler)
David Herold (* 20. Februar 2003 in Mindelheim) ist ein deutscher Fußballspieler.

## Karriere

### Verein
Herold begann seine Karriere beim FC Memmingen. Zur Saison 2016/17 wechselte er in die Jugendabteilung des FC Bayern München. Ab der Saison 2019/20 gehörte er dem Kader der U19-Mannschaft an und kam in der A-Junioren-Bundesliga sowie in zehn Spielen der UEFA Youth League zum Einsatz. Im August 2021 debütierte der Linksverteidiger für die Reserve der Münchner in der Regionalliga Bayern. Bis zum Ende der Spielzeit 2021/22 kam er zu 13 Punktspielen, in denen er ein Tor erzielte. In der Saison 2022/23 bestritt er bis zur Winterpause 18 Punktspiele in der vierthöchsten Spielklasse.
Im Februar 2023 wurde Herold an den österreichischen Bundesligisten SCR Altach verliehen. Sein Pflichtspieldebüt für die Vorarlberger gab er am 12. Februar (17. Spieltag) bei der 0:1-Niederlage im Heimspiel gegen den LASK mit einer Einwechslung in der 73. Minute für Emanuel Schreiner. Während der Leihzeit kam er zu 15 Bundesligaeinsätzen für die Altacher. Zur Saison 2023/24 wurde ein Leihgeschäft mit dem Zweitligisten Karlsruher SC für eine Saison mitsamt Kaufoption vereinbart. Dort lieferte er sich mit Philipp Heise einen Zweikampf um die Position in der linken Verteidigung. Beim 2:2-Unentschieden gegen Fortuna Düsseldorf am 17. Februar 2024 (22. Spieltag) erzielte Herold seinen ersten Profitreffer. Am Saisonende zog der Karlsruher SC die vereinbarte Kaufoption und verpflichtete Herold fest.

### Nationalmannschaft
Herold debütierte als Nationalspieler für die U16-Nationalmannschaft im November 2018 bei einem 7:0-Sieg in einem Testspiel gegen Tschechien; vier weitere Einsätze folgten. Für die U17- bestritt er im September 2019 drei, für die U18-Nationalmannschaft im September 2020 zwei Einsätze. Von Oktober bis November 2021 kam er viermal für die U19-Nationalmannschaft zum Zug.